# Jed Brophy
Jed Brophy (Taihape, 29 oktober 1963) is een Nieuw-Zeelands acteur en stuntman.
Brophy speelt meestal in Nieuw-Zeelandse films, waaronder enkele van regisseur Peter Jackson.
Brophy heeft twee zoons, Sadwyn en Riley. Sadwyn Brophy speelde de rol van Eldarion in The Lord of the Rings: The Return of the King.